# Mongi Slim
Mongi Slim (en árabe: منجي سليم‎; Túnez, 1 de septiembre de 1908-ibidem, 23 de octubre de 1969) fue un diplomático tunecino que se convirtió en el primer africano en convertirse en Presidente de la Asamblea General de las Naciones Unidas en 1961. Se graduó en la Facultad de Derecho de la Universidad de París. Fue encarcelado dos veces por los franceses durante la lucha tunecina por la independencia.

## Biografía

### Primeros años
Nacido el 15 de septiembre de 1908 en la ciudad de Túnez, provenía de una familia aristocrática de origen griego y turco. Su madre era miembro de la familia Beyrum, una noble familia turca que había alcanzado prominencia en Túneza. Uno de los bisabuelos de Slim, un griego llamado Kafkalas, fue capturado como un niño por piratas y vendido como mameluco (esclavo blanco) al Bey de Túnez, quien lo educó y liberó y luego lo convirtió en su ministro de defensa. Su abuelo paterno fue un aristocrático que gobernó la provincia de Cabo Bon.

### Carrera
En 1936, se involucró en organizaciones que abogaron por la independencia de Túnez de Francia. En 1954, se convirtió en el principal negociador tunecino en las discusiones con Francia sobre la independencia. En este cargo, ayudó a redactar protocolos que aseguraron la independencia de su país en 1956. Fue ministro del interior de Túnez desde 1955 hasta 1956.
En 1956 se convirtió en embajador de Túnez en los Estados Unidos, Canadá y la Organización de las Naciones Unidas. Se involucró en un comité especial de las Naciones Unidas sobre el problema de Hungría y se desempeñó como delegado en el Consejo de Seguridad de las Naciones Unidas. Renunció a sus cargos como embajador en los Estados Unidos y Canadá en 1961 cuando fue elegido por unanimidad presidente de la Asamblea General de las Naciones Unidas, ocupando el cargo durante la decimosexta sesión de la Asamblea.
Apareció la portada de la revista Time en septiembre de 1961. Después de un accidente aéreo que mató al Secretario General de la ONU Dag Hammarskjöld, Estados Unidos elaboró un plan para que Slim desempeñe las funciones de Secretario General al tiempo que delegó sus propios deberes al vicepresidente de la Asamblea General. Sin embargo, la Unión Soviética favoreció a U Thant de Birmania y aseguró un acuerdo con Estados Unidos para nombrar a Thant como Secretario General interino por el resto del mandato de Hammarskjöld.
Dejó su cargo de embajador en las Naciones Unidas y se desempeñó como ministro de relaciones exteriores de Túnez hasta 1964.